# Dysideidae
Dysideidae é uma família de esponjas marinhas da ordem Dictyoceratida.

## Gêneros
- Citronia Cook e Bergquist, 2002
- Dysidea Johnston, 1842
- Euryspongia Row, 1911
- Lamellodysidea Cook e Bergquist, 2002
- Pleraplysilla Topsent, 1905